# NFT
Pour les articles homonymes, voir NFT (homonymie) et JNF.

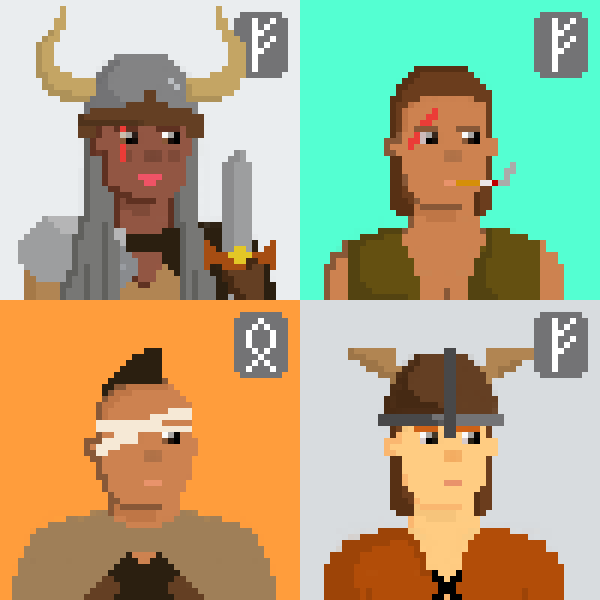
Une grande partie des NFT, comme ces personnages en pixel art, sont créées par le biais d'art génératif.

Un NFT (de l’anglais non-fungible token) ou jeton non fongible (JNF), est un objet  informatique (un jeton) suivi, stocké et authentifié grâce à un protocole de blockchains, auquel est rattaché un identifiant numérique, ce qui le rend unique et non fongible. Ce jeton accorde des droits, de propriété ou autre, sur un objet réel ou virtuel comme une œuvre d'art (souvent numérique), un contrat, un diplôme etc., et est associé à un compte propriétaire comme tout jeton de blockchain, mais le jeton étant non fongible, le propriétaire est garanti unique, ce qui donne la valeur au jeton.
D'un point de vue technique, les jetons non fongibles ne sont pas interchangeables. Cette unicité de chaque jeton contraste avec la fongibilité des unités de cryptomonnaies comme le Bitcoin et de nombreux jetons utilitaires (utility token). Ainsi, la valeur d'un jeton est déterminée par le jeu de l’offre et de la demande, sans régulation de marché, et liée à la valeur symbolique associée à l'objet représenté.
Le plus souvent, les NFT sont générés par des contrats intelligents associés à la blockchain Ethereum avec le modèle de smart contract ERC-721. Mais des blockchains spécifiques à la gestion des NFT apparaissent de plus en plus. Les NFT se payent en général en cryptomonnaie, le plus souvent sur la même blockchain que celle des NFT.
Les systèmes de jetons non fongibles peuvent s'avérer énergivores suivant le protocole de blockchain utilisé. Certaines blockchains de première génération (Ethereum première génération) utilisent la preuve de travail, et une quantité d'énergie pour leur fonctionnement supérieure à d’autres méthodes de validation telles que les blockchains à preuve d'enjeu (Ethereum 2.0, Tezos, Polkadot, Cardano), preuve d'autorité, preuve par zéro, preuve dite « par déduction »,. La consommation énergétique d'une blockchain à preuve d'enjeu peut être  réduite de 99,9 % par rapport à une blockchain à preuve de travail.

## Terminologie
En droit de la propriété, l'adjectif « fongible » signifie : qui peut être remplacé par une chose de même nature, comme sont toutes celles qui se consomment par l’usage, et qui se règlent par nombre, poids ou mesure. Il vient du latin fungor (« s’acquitter de », « accomplir », « consommer »). Un jeton non fongible est donc un jeton unique, ne pouvant pas être remplacé par un autre.

## Droits associés à un NFT
Un NFT associe des droits sur un objet unique du monde réel ou virtuel à un détenteur unique. Les droits ne sont pas forcément, et pas généralement, des droits de propriété sur l'objet associé. On est propriétaire du NFT, mais pas forcément de l'objet associé au NFT. Il importe donc de savoir comment est réalisé ce lien et quels sont les droits que donne le fait de posséder un NFT sur lui.
Pour les protocoles NFT les plus connus, il existe des licences générales qui établissent les droits que donne la détention d'un NFT, comme la « NFT License »[source insuffisante] du protocole ERC-721. Cette licence, par exemple, donne le droit d'exploiter commercialement l'objet possédé, mais jusqu'à 100 000 $ de revenus, et ne donne pas le droit de le modifier. Une joueuse de tennis a émis un NFT sur son bras, mais la « propriété » du bras donne simplement le droit d'y afficher des publicités.
Le NFT est un objet « en plus » de l'objet qu'il représente et ne s'identifie pas à lui, malgré le lien. Jean-Paul Delahaye compare le NFT à une photo dédicacée : elle est non fongible (la signature ou dédicace est unique) et appartient au dédicataire qui a des droit dessus et peut porter plainte si elle est volée, mais elle ne donne aucun droit sur la photo, qui appartient toujours au photographe, et encore moins sur la personne représentée. Les droits associés à la possession d'un NFT sont souvent flous et peuvent donner lieu à des imbroglios judiciaires.

### Tiers de confiance
La non-fongibilité du NFT implique que, contrairement aux cryptomonnaies (sauf les stablecoins), le protocole des NFT n'est pas entièrement décentralisé car il est nécessaire qu'un tiers de confiance, comme OpenSea par exemple, associe un identifiant numérique liant le NFT à l'objet réel ou virtuel qu'il représente. La partie « blockchain » est décentralisée, mais l'émetteur du NFT est centralisé. Le lien, l'identifiant, placé de manière infalsifiable par le tiers de confiance dans le NFT, peut être, dans le cas d'un objet numérique, une URL sur un tweet par exemple, ou un hachage cryptographique de l'œuvre numérique. Pour un objet réel, c'est au tiers de confiance d'assurer l'identification et la traçabilité vers l'objet réel.
C'est au tiers de confiance, également, de s'assurer que le véritable propriétaire de l'objet est en accord avec les droits attribués.

## Applications
Les jetons non fongibles sont utilisés pour attester une forme de rareté, représenter une forme de propriété symbolique et en faire un actif, et permettre l'interopérabilité de ces actifs sur diverses plates-formes. Les NFT sont utilisés dans plusieurs applications spécifiques qui nécessitent des éléments numériques uniques tels que l'art crypto (art rare), les objets de collection crypto, les crypto-jeux ou encore une photo.
Les jetons non fongibles se vendent et s'achètent sur plusieurs plates-formes, notamment OpenSea.
Les jeux de cartes à collectionner crypto ont été un des premiers cas d'utilisation des NFT liés aux jeux. Des projets comme Age of Chains et Rare Pepes ont utilisé le protocole Counterparty pour émettre des cartes à collectionner blockchain basées sur Bitcoin en tant que NFT dès 2016[réf. nécessaire].
L'art a été l'un des premiers cas d'utilisation de la blockchain. Le lancement de CryptoPunks en juin 2017 a ouvert la voie à l'art crypto sur la blockchain Ethereum. DADA.art a été construit à partir du modèle CryptoPunks et a lancé la première marketplace pour l'art crypto en octobre 2017.
En 2018, les jeux blockchain populaires comme CryptoKitties ou Axie Infinity utilisent des jetons non fongibles sur la blockchain Ethereum. Les NFT sont utilisés pour représenter les actifs du jeu et sont contrôlés par l'utilisateur plutôt que par son développeur. Cela permet aux actifs d'être échangés sur des marchés tiers, ce qui n'est pas sans rappeler l'aspect fondamental et l'omnipotence de la notion de décentralisation dans le milieu « crypto ».
Les marchés d'art crypto incluent Nifty Gateway (en), Rarible, Super Rare, Known Origin et OpenSea, ce dernier étant la référence actuelle en termes de collections et de capitalisation. Cette plate-forme a collaboré avec la maison Christie's, qui a fait une entrée dans le monde des NFT, marquée par la vente exceptionnelle d'une œuvre de l'artiste Beeple, déjà réputé et pionnier du genre
Depuis février 2021, la maison Christie's dispose de son propre espace à collections.
La réalisation se fait sur un des principes fondamentaux de la blockchain, la non-gouvernance. Ainsi, la partie exécutive est traitée par un algorithme.
La répartition des attributs est aléatoire, mais celle-ci ne suit pas nécessairement un modèle d'équiprobabilité. Certains NFT seront donc plus rares que d'autres. C'est, ici, le domaine des collectionneurs et spéculateurs. L'art y entre encore par la petite porte.

## Normes
Des normes de jetons spécifiques ont été créées pour prendre en charge l'utilisation d'une blockchain dans les jeux. Il s'agit, notamment, de la norme ERC-721 de CryptoKitties et de la norme ERC-1155, plus récente.

### Norme ERC-721
ERC-721 était la première norme, dans l’écosystème Ethereum, pour la représentation des actifs numériques non fongibles. ERC-721 est un standard de contrat Solidity. Il est héritable, ce qui signifie que les développeurs peuvent facilement créer de nouveaux contrats conformes à la norme ERC-721 en important la bibliothèque OpenZeppelin.

### Norme ERC-1155
La norme ERC-1155 apporte le concept de semi-fongibilité au monde du NFT et fournit un sur-ensemble de fonctionnalités ERC-721, ce qui signifie qu'un jeton ERC-721 pourrait être construit en utilisant ERC-1155.

### Norme TZIP-12
La norme TZIP-12, nommée « FA2 - Multi-Asset Interface », définit la structure et le comportement des contrats intelligents de jetons non fongibles de la blockchain Tezos.

## Le marché des NFTP

### Phase d'émergence
Trois ans avant que le terme NFT ne se diffuse, en mai 2014, l’artiste new-yorkais Kevin McCoy et l'entrepreneur Anil Dash ont associé une œuvre numérique (nommée Quantum, une simple animation en forme d’octogone) qui a été vendue aux enchères 1,472 million de dollars, le 10 juin 2021, après quatre jours de vente en ligne médiatisée. C'est le premier certificat de propriété numérique d'une œuvre d'art (déposé sur la blockchain Namecoin).
Les NFT ont connu un début de popularité en tant que certificat d'authenticité d'objets numérique quand le jeu en ligne CryptoKitties (jeu de collection et d'élevage de chats virtuels) est devenu viral après son lancement (2017), et a ensuite levé 12,5 millions de dollars d'investissement RareBits, une place de marché et d'échange de NFT, a levé un investissement de 6 millions de dollars. Gamedex, une plate-forme de jeux de cartes NFT à collectionner, a levé un tour de table de 800 000 $. Certains artistes ont été invités avant la date de lancement, à grand renfort de communication, des plates-formes de NFT (pour résoudre le problème de l’œuf et de la poule) ; ils ont pu être ainsi favorisés. Ensuite, « le battage médiatique et la spéculation, qui sont du ressort de quelques traders fortunés, du moins à l'échelle du marché NFT en 2021 », semble avoir joué un rôle important dans la diffusion et la croissance du phénomène NFT.

### Phase de croissance rapide (2020 jusqu'au boom de 2021)
Decentraland, un monde virtuel basé sur la blockchain, a levé 26 millions de dollars dans une ICO, pour une économie interne de 20 millions de dollars, en septembre 2018. Nike détient un brevet pour ses baskets NFT basées sur la blockchain appelées « CryptoKicks ». En mars 2021, Jack Dorsey, le cofondateur et PDG de Twitter, vend aux enchères le tout premier tweet « je viens de créer mon compte twttr » publié sur la plate-forme pour une valeur de 2,9 millions de dollars sous forme de NFT.
Les NFT peuvent aussi être utilisés pour représenter des actifs de jeux, tels que des parcelles de terrain numériques, qui sont contrôlés par l'utilisateur plutôt que par le développeur du jeu. Les NFT permettent d'échanger des actifs sur des marchés tiers sans l'autorisation du développeur du jeu.
Les enquêtes auprès des artistes proposant des NFT font apparaître des besoins de liberté financière et créative et d'appartenance à une communauté reconnaissant leur talent, mais aussi le fait qu'en 2020/21, lors de la pandémie de COVID-19, quand les expositions et ventes aux enchères ne se faisaient plus, certains artistes ont voulu et pu expérimenter les NFT, nouveau moyen de distribuer leurs œuvres dans le monde numérique. Les artistes et créatifs interrogés souhaitent que les plates-formes se concentrent sur le bien-être de l'artiste et une bonne gouvernance, les effets de réseau, l'absence d'intermédiaires et les coûts de publication faibles.
En juillet 2021, connaissant des difficultés financières, la Fondation Gansong d'art et de culture prévoyait de vendre comme jetons non fongibles des éditions du Hunminjeongeum, texte du XVe siècle fondateur de l'écriture coréenne.
En décembre 2021, l'Américain Martin Scorsese est le premier réalisateur à réaliser un film, A Wing and a Prayer, financé entièrement en NFT. Quelques jours après, la société de jeux vidéo Ubisoft lance Quartz, une plate-forme où des joueurs peuvent acheter des objets virtuels sous forme de NFT Tezos.
Des chercheurs se demandent néanmoins à qui profitent les NFT et quels sont leurs « enjeux relatifs à la valeur, à la circulation et à l’exposition des productions artistiques et culturelles ».

### En France
Le premier NFT d'une œuvre d'art physique aurait été créé en juin 2021 par l'association « Pour Que Marseille Vive ! » (PQMV) et la plate-forme Equisafe. L'œuvre, réalisée par l'artiste et citadin Deniz Doruk, offerte en copossession aux 150 visiteurs de l'exposition organisée par PQMV, a été tokenisée sur la blockchain publique Tezos.
En janvier 2023, le musée Granet affirme être le premier musée français à souhaiter acquérir des NFT des artistes Grégory Chatonsky, Ismaël Joffroy Chandoutis, Albertine Meunier, Pierre Pauze. En février, c'est au tour du Centre Pompidou d'envisager d'intégrer dans sa collection des NFT.
« À cette époque, des collections populaires telles que les Bored Apes et les CryptoPunks se vendaient pour des millions de dollars, tandis que des célébrités comme Stephen Curry et Snoop Dogg se joignaient à l'engouement général (...) le marché des NFT était en plein essor, atteignant un volume mensuel de transactions de 2,8 milliards de dollars en 2021 et 2022.. », mais dès la fin 2022, les NFT entament une période de forte baisse de popularité, et même d'effondrement,.
Le 4 avril 2024 a lieu la première vente aux enchères mixte art urbain-NFT à l'Hôtel Drouot à Paris. Parmi les artistes dont des œuvres sont mises aux enchères, citons Systaime, JR ou encore Kevin Abosch.

### Phase d'effondrement de la bulle spéculative des NFT (2022)
En quelques mois, des dizaines de milliers de collections de NFT (image, film, musique, œuvre générative, jeu vidéo…) s'étaient constituées de par le monde, souvent par de riches propriétaires de cryptomonnaies bien que bénéficiant de l'engouement pour la blockchain et de l'attrait de la nouveauté, mais avec des valeurs esthétiques souvent mises en doute. Dès le début de 2022, leur valeur s'est effondrée. Ainsi, le NFT du premier tweet de Jack Dorsey (cofondateur de Twitter), initialement vendu 2,9 millions de dollars en mars 2021, n'a  pas reçu d'offres dépassant 14 000 dollars quand son propriétaire l'a mis aux enchères neuf mois plus tard.
De plus, dans le domaine de l'art, les NFT ne sont directement appropriés qu'aux œuvres numériques, et ils ne certifient que « le premier à revendiquer la propriété d'un objet numérique » (qui n'en est pas nécessairement l'auteur légitime).
Une étude a cherché à mesurer dans quelle mesure « la promesse des NFT d’entraîner une participation plus large et une plus grande diversité dans la participation au marché, tant pour les vendeurs que pour les acheteurs d’art », a été tenue. Selon les auteurs qui se sont basés sur un grand ensemble de données de ventes dans « 6 galeries d'art NFT représentant différents segments, échelles et volumes de marché » : « Le marché de l’art traditionnel est notoirement opaque et difficile d’accès, avec des mécanismes de « gagnant-gagnant-tout » qui font qu’il est difficile pour la plupart des artistes et des collectionneurs d’en profiter. Le marché de l’art NFT est-il différent ? La réponse est non ». Et en termes de concentration du marché, même si les galeries diffèrent sensiblement, les meilleurs vendeurs et acheteurs dominent largement les transactions, tant en termes de ventes que de volume tarifaire [...])  toutes les galeries ont convergé vers un score de liens préférentiels très élevé (plus de 90 %), qui persiste en période de marché baissier. Nos résultats confirment et complètent les travaux récents à l’échelle de l’ensemble du marché NFT (Nadini et al., 2021), et à l’échelle d’une seule galerie d’art NFT (Vasan et al., 2022),. S'il existe des marchés NFT ayant réussi à rester moins concentrés et à participer plus largement et démocratiquement à la diffusion de l'art, il serait intéressant alors de comprendre pourquoi et comment par de nouvelles recherches.
En 2022, dans Le Courrier de l'UNESCO, Dirk Boll estime que les NFT sont surtout alimentés « par des gens qui ne savent que faire de leurs deniers cryptographiques » ; Marc Spiegler (directeur mondial de la foire internationale d'art contemporain 'Art Basel" de Bâle), estimant quant à lui, dans sa préface au rapport sur le marché de l'art 2022, que ce marché est « radicalement plus spéculatif » que le marché analogique de l'art. Selon C. Hickley, si les NFT ont certes d'abord connu une croissance exponentielle, la part des NFT relatifs à l'art n'a constitué qu'un sixième du marché total des NFT, et ces certificats de propriété ont, en moyenne, été revendus un peu plus d'un mois après leur achat. En outre, si un  propriétaire perd son code, le NFT est irrémédiablement perdu et on ignore ce qui se passerait si sa plate-forme fait faillite, se demande Hickley, qui cite le fait que le  musée des Offices de Florence (Italie) a vendu un NFT du Tondo Doni (Michel-Ange) 14 000 euros, Weidinger estimant que ces tokens sont comme les « aimants de frigidaire » vendus par les musées. Le Musée du Belvédère de Vienne a aussi, en 2022, mis sur le marché (pour la Saint-Valentin) 10 000 NFT relatifs à des fragments du tableau Le Baiser de Gustav Klimt, mais moins du quart aurait été achetés, début mai.
Une fois l'attrait de la nouveauté retombé, la valeur des NFT a considérablement chuté. Ainsi, en 2023, une étude (de dappGambl) en a étudié la valeur en évaluant environ 73 000 collections de NFT. Selon ce travail : en septembre 2023, 95 % des NFT de ce marché avaient alors une valeur nulle ou proche de zéro Ethereum en termes de capitalisation boursière) ; et % du marché, le prix le plus fréquent était compris entre 5 et 100 dollars par NFT. Et la situation est sans doute plus critique que cela, car les acteurs du marché ont visiblement surévalué la valeur de leurs actifs NFT : « En effet, de nombreux NFT sont évalués à plusieurs millions d'euros, alors que leur chiffre d'affaires est inférieur à 20 dollars Ces écarts flagrants entre les prix affichés et les ventes réelles révèlent des évaluations gonflées qui ne reflètent pas l'intérêt réel des acheteurs ou les transactions effectives ». Selon Tristan Geyrard Gaymard (droit des affaires, Université catholique de Lyon), interrogé par France Culture, en l'absence de régulation, ce marché a profité d'un vide juridique et a été source de nombreuses arnaques. Selon lui, on va évoluer vers « moins de NFT, mais de meilleure qualité ».
Les données cumulées sur les plates-formes d'achat et de vente de NFT OpenSea, NFTX, LarvaLabs, LooksRare, SuperRare et Rarible (compilées par la plate-forme d'analyse des systèmes basés sur la blockchain Dune Analytics) montrent que les volumes échangés ont chuté de 97 % en moins d'un an.Et en 2023, 79 % de toutes les collections NFT étaient « invendues ».
Si les médias ont mis en exergue quelques artistes ayant connu un grand succès (dont notamment Beeple), l'immense majorité des artistes et autres « metteurs sur le marché » de NFT n'en ont pas tiré les bénéfices espérés ou ont perdu de l'argent.
Ainsi, les chercheurs de l'étude récente (2023) de dappGambl se sont basés sur un ensemble de données « fournies par NFT Scan et CoinMarketCap », démontrant que « sur les 73 257 collections NFT examinées, 69 795, soit un peu plus de 95 %, affichent une capitalisation boursière de zéro éther. En d'autres termes, près de 23 millions de personnes détiennent actuellement des actifs NFT qui n'ont plus aucune valeur marchande (...) Parmi les 8 850 premières collections classées par capitalisation boursière, 18 % ne valent rien et 41 % se négocient entre 5 et 100 dollars. Moins de 1 % affichent un prix supérieur à 6 000 dollars ».
Alors que du point de vue économique, 95 % du marché actuel des NFT est sans « aucune valeur discernable » et que seules 21 % des collections étudiées peuvent se targuer d'être détenues à 100 %, ce qui signifie que 79 % de toutes les collections de NFT (soit quatre sur cinq) sont invendues, la valeur esthétique de ces œuvres est également en grande partie mise en doute.

En 2023, seules 18 œuvres numériques (au statut de NFT, montrées sur écran) sont exposées au Centre Pompidou, le musée ayant voulu attendre que la vague spéculative passe, et se concentrer sur l'aspect artistique et socioculturels et d'histoire de l'art de certains NFT.
Au sein des 8 850 collections les plus importantes répertoriées sur CoinMarketCap, seules 18 % d'entre elles avaient un cours dépassant zéro, et le média Cryptonomist signale aussi une augmentation (+114 %) des recherches sur le thème « Les NFT sont-ils morts ? » au cours des 12 derniers mois, alors que moins de 1 % des NFT ont un cours dépassant 6 000 dollars sur le marché. Parmi ces collections, les œuvres d'art ne présentent qu'une faible part, derrière les CryptoKitties vendus comme une sorte de version numérique des anciennes vignettes Panini qui, selon des chercheurs, exploitent commercialement, depuis des décennies, la vulnérabilité des collectionneurs compulsifs,,.
Selon un rapport réalisé par le site dappGambl, 95 % des NFT n'auraient plus aucune valeur, avec une valeur de zéro ether (ETH).

## Adoption par les artistes
Pour donner suite aux développements de l’industrie des NFT, les artistes se retrouvent devant un dilemme. Celui de bénéficier de la vague de popularité dans le monde entier concernant les non-fungible tokens peut être très avantageux pour ces derniers. Ces pièces numériques peuvent être créées par qui le souhaite si vous possédez les connaissances et capacités technologiques et peuvent être vendues à des milliers de dollars.
Par exemple, il est possible d’acheter un NFT du Bored Ape Yacht Club pour un prix minimum de 300 000 dollars. Que ce soit des œuvres d’art, des clips vidéo, des photos, des souvenirs, ils peuvent tous être mis sur le marché. Grâce à cette nouvelle opportunité, ils sont exposés à une énorme visibilité pour leurs propres projets.
Les NFT sont vendus sur Internet grâce à un système de blockchain, la quantité de futurs clients est infinie puisqu’ils peuvent être vendus dans le monde entier et faciliter la mise en ligne rapide et efficace des œuvres d’art. Grâce à cette blockchain, le système est encore plus sûr, autant pour les acheteurs que pour les artistes.
Les créateurs peuvent posséder une bibliothèque avec exposition interactive de toutes leurs œuvres. De plus, l’artiste a le choix du paiement, la cryptomonnaie et, surtout, la vente aux enchères qui, elle, permet de mieux quantifier la valeur de leur travail.

## Critiques
Les NFT font l'objet de critiques, notamment de la part de certains artistes qui refusent cette pratique.

### Critiques environnementales
Les critiques envers les NFT portent le plus souvent sur leur empreinte carbone, la plupart des systèmes de NFT utilisant des cryptomonnaies et reposant sur des chaînes de blocs et la notion de preuve de travail, qui implique une consommation effrénée d'électricité. En effet, le système de validation par preuve de travail connaît des inconvénients en termes de consommation énergétique, dont de nombreuses solutions sont déjà connues à l'heure actuelle (comme la preuve d'enjeu). S'ajoute à cela le fonctionnement des serveurs fournissant la technologie NFT elle-même.
La chaîne de blocs la plus utilisée actuellement pour les NFT est celle du protocole Ethereum, qui consommait une quantité d'énergie conséquente. Cependant, une mise à jour du réseau effectuée le 15 septembre 2022, appelée The Merge, a fait passer Ethereum à la preuve d'enjeu, elle est donc beaucoup moins émettrice en CO2 que le système de consensus précédent en preuve de travail. L'abandon du système de consensus par preuve de travail a permis de diminuer la consommation énergétique de plus de 99 %.

### Critiques financières et morales
Le marché des NFT est parfois considéré comme une bulle spéculative qui finira par exploser, affectant tout le marché numérique.
La version actuelle d'Ethereum ayant des frais de transaction élevés, une partie croissante des nouveaux projets se tourne vers des blockchain concurrentes (Solana, Elrond, Avalanche, etc.)[réf. nécessaire].
Le producteur de musique Brian Eno dénonce, quant à lui, une financiarisation du milieu de l'art sans que cela apporte de valeur ajoutée aux œuvres. D'autres, comme le Journal de Wall Street ou, en France, JC Castelain dans le Journal des arts en 2021, dénoncent des systèmes frauduleux et trompeurs massivement de type pyramide de Ponzi (consistant à rémunérer les investissements des premiers clients essentiellement par les fonds pris aux nouveaux entrants), ce qui est favorisé par le fait que la valeur des NFT est essentiellement basée sur la spéculation et l’anticipation de la demande future. Les investisseurs doivent faire preuve de diligence raisonnable chaque fois qu'ils investissent dans des NFT

Interviewé par le site Developpez.com, le concepteur de jeux vidéo Holden Shearer estime : 

« il est vraiment difficile, pour la personne moyenne, de concevoir pleinement l'inutilité des NFT. Nous sommes habitués à la raison. Si les gens font tant de bruit autour de cette technologie — si c'est bien une technologie —, alors elle doit bien faire quelque chose, non ? La réponse est « non ». Elle ne fait absolument rien. Elle enregistre une transaction de cryptomonnaie et ajoute des données arbitraires à la transaction. Et c'est tout. »

« (…) Personne ne veut payer pour une image de merde d'un singe. En particulier lorsqu'ils peuvent facilement obtenir le JPEG de merde d'un singe, légalement, gratuitement, avec presque aucun effort. C'est littéralement l'escroquerie où vous vendez à quelqu'un un faux acte de propriété du Golden Gate Bridge, sauf que vous pouvez au moins imaginer des raisons de vouloir posséder le Golden Gate Bridge »

« (…) les NFT sont entourés d'un si grand nombre d'affirmations bizarres et complètement fausses : tous ceux qui les proposent cherchent à gagner de l'argent rapidement grâce à l'escroquerie avant que tout le monde ne s'en aperçoive et que le racket ne s'effondre. Quoi qu'il en soit, c'est la raison pour laquelle les NFT sont des conneries inutiles »

Le dessinateur David Revoy, bien que publiant ses œuvres sous une licence libre et permettant à quiconque d'en faire un usage commercial, fustige le détournement de certaines d'entre elles sous la forme de jetons NFT, y percevant « un mélange de concepts [qu'il] déteste » et décrivant le système NFT comme « un pur produit du capitalisme et de la spéculation, mélangé à une technologie produisant de l' unicité et qui n'est pas connue pour être écologique ». Il appelle ses lecteurs à ne pas créer ou se procurer des dérivations NFT de ses travaux, considérant qu'elles sont une violation de ses droits moraux.
Le 16 décembre 2021, le compte Twitter de Stan Lee, géré par POW! Entertainment, décide de promouvoir une dérivation NFT d'une collection d'œuvres inspirées de son travail. La nouvelle a été très mal accueillie par les fans, estimant que cette publicité était déplacée.
Début 2022, un chirurgien de l'Assistance publique - Hôpitaux de Paris (AP-HP) a mis en vente sur la plate-forme OpenSea un NFT de la radiographie d'une femme blessée lors de l'attaque terroriste du 13 novembre 2015 contre le Bataclan à Paris. Cette information — publiée par Mediapart — a été qualifiée « d'une gravité exceptionnelle » par l'AP-HP.